# Etienne Bach
Etienne Pierre Bach (* 12. September 1892 in Lunéville; † 27. Februar 1986 in Margilley) war ein französischer Pfarrer, der sich für die Friedensarbeit während der Weltkriege im 20. Jahrhundert einsetzte.

## Leben
Etienne Bach wurde am 12. September 1892 als erstes von fünf Kindern in Lunéville in Lothringen als Sohn der französischsprachigen Schweizerin Thérèse Cuénod und des evangelischen Pfarrers Jacques Bach geboren. Die aus dem Elsass stammende Familie besaß deutsche Wurzeln; doch Bach sah sich, wie bereits sein Vater, als Franzose. Er studierte zunächst in Lyon und begann anschließend in Paris ein Theologiestudium, welches er nicht planmäßig beenden konnte, da er im Jahr 1912 in den Militärdienst einberufen wurde. Während des Ersten Weltkriegs wurde er zum Leutnant der Alpenjäger berufen. 1921 wurde er in Trier eingesetzt, wo er seinen ersten Kontakt zu Christen aus Deutschland hatte. 1923 nahm er an der Besetzung des Ruhrgebiets durch französische und belgische Truppen teil, mit der die im Versailler Vertrag festgesetzten Reparationszahlungen durchgesetzt werden sollten.
Seine Einstellung zum Krieg veränderte sich beim „Dattelner Abendmahl“, das 1923 stattfand, als er am Karfreitag zufällig gemeinsam mit seinem politischen Gegner, dem deutschen Gemeindedirektor aus Datteln, Karl Wille, im Lutherhaus zu Datteln das Abendmahl feierte. Sie reichten sich die Hand mit dem Versprechen, sich gegenseitig als Christen zu akzeptieren. Rückblickend dazu sagte er: „Ich habe verstanden, dass die Macht Christi von einem Menschen alles verlangen kann. Von jenem Tage an herrschte Frieden zwischen uns, und die ganze Stadt hat es spüren können.“
Dieses neue, friedenstheologische Verhalten zeigte sich im Juni 1923 in Gelsenkirchen: Hier verweigerte er einen Schießbefehl während einer Demonstration und überzeugte die Beteiligten von einer Einigung ohne Gewalt. Ca. 1924 gründete er die Friedensbewegung „Ritter für den Friedensfürsten“ (Les Chevaliers servants du Prince de la Paix).
Ein Jahr später beendete er den Militärdienst und begann, sich für Versöhnung und Frieden einzusetzen. Dies erfolgte in unterschiedlichen Weisen: Er veröffentlichte Schriften, unter anderem das Bulletin des Chevaliers de la Paix, organisierte Tagungen der Kreuzritter in Frankreich, Belgien, Deutschland und der Schweiz, hielt zahlreiche Vorträge, in denen er für eine deutsch-französische Versöhnung warb, und arbeitete mit bei der Jugendkommission des Weltbundes für internationale Freundschaftsarbeit der Kirchen – eine Tätigkeit, die er allerdings 1939–1945 erneut als Soldat unterbrechen musste. In der Zeit verhalfen er und seine Frau jüdischen Flüchtlingen zur Flucht aus Deutschland und später auch aus Frankreich. 1944 nahm er an der Befreiung von Paris teil. Nach dem Krieg zog Bach ins französische Margilley und wirkte bis 1970 als Pfarrer der Parochie von Gray im Département Haute-Saône. Im Jahr 1986 verstarb Etienne Bach in Margilley.

### Die Kriegszeit (Erster Weltkrieg)
Bach wurde Berufssoldat. Während des Ersten Weltkriegs wurde er dreimal verwundet. 1915 heiratete Bach während des Krieges seine erste Frau, die Französin Isabelle Morin-Pons, mit der er Zwillinge bekam. 1916 starben die Zwillinge und kurz darauf auch Isabelle. 1919 heiratete Bach in zweiter Ehe die Belgierin Jeanne Cornellie, eine Krankenschwester, die ihn während einer Kriegsverletzung im Lazarett gepflegt hatte. Mit Jeanne bekam er drei Kinder.

### Nachkriegszeit
Zu Beginn seines Militärdienstes wurde Bachs Einstellung zu den Deutschen dadurch verhärtet, dass seine Frau und Kinder gestorben waren. 1921 wurde er als Besatzungssoldat nach Trier abkommandiert. Hier begann Bach, evangelische Einrichtungen – wie die Stadtmission – zu besuchen. Begegnungen in der Stadtmission veränderten seine Einstellung zu den Deutschen und zum Krieg. Das erste Erlebnis war die Reaktion einer Frau auf die Frage des Leiters, ob jeder nun zustimmte, den Feind nicht zu hassen, sondern ihm offener gegenüberzutreten. Eine Deutsche lehnte diese Frage zunächst ab, da sie enge Familienmitglieder durch den Krieg verloren habe. Daraufhin ging eine Französin, die dasselbe Leid teilte, auf sie zu, um ihr die Hand zu reichen. Bach hatte dies wahrgenommen, allerdings ohne Reaktion. Das zweite Erlebnis ergab sich Weihnachten: In einer Versammlung saß er neben einem im Krieg erblindeten deutschen Soldaten. Bach und der deutsche Soldat schlossen Frieden und trafen sich ab dem Zeitpunkt des Öfteren. Diese Erlebnisse zeigen, wie Bach nach und nach seine verhärtete Einstellung gegenüber den Deutschen auf deutschem Boden löste, um sich schließlich beim Dattelner Abendmahl für die Versöhnung der beiden Völker einzusetzen. 
1923 wurde Bach an die Ruhr versetzt, wo er erneut Kontakt zu evangelischen Gruppen und Treffen suchte. 

### Das „Dattelner Abendmahl“
Karfreitag 1923 nahm Bach in der evangelischen Kirchengemeinde Datteln (Kirchenkreis Recklinghausen in der Kirchenprovinz Westfalen) uniformiert an einem Gottesdienst und am Abendmahl teil, ebenso wie sein politischer Gegner Karl Wille, Amtsbeigeordneter des Amtes Datteln und Stellvertreter des Amtmanns. Diese friedensstiftende Begegnung wurde zum Ausgangspunkt für das Bachsche Friedensengagement.

### Les «Chevaliers servants du prince de la Paix»
Die Friedensbewegung Les Chevaliers servants du prince de la Paix (= Die Ritter des Friedensfürsten) wurde ca. 1924 gegründet, als Bach durch einen militärischen Einsatz wieder nach Frankreich zurückkehrte. Nachdem Bach 1925 seinen Militärdienst beendet hatte, wurde die Bewegung vorangetrieben. Bach gab das Bulletin des Chevaliers de la Paix heraus und engagierte sich für erste Tagungen. Die Teilnehmerzahl stieg schnell an: Laut Bachs eigenen Angaben folgten 200.000 Mitglieder der Bewegung. Auch das Bulletin war erfolgreich: 2500 Abonnenten bezogen es bereits 1928. Bis zum Ende 1939 wurden 148 Bulletins veröffentlicht.
Die Bewegung war nach sieben Grundsätzen strukturiert, die christlich und friedenstheologisch strukturiert sind. Beispiel: Grundsatz 6: Mit Gottes Hilfe sich so bemeistern, dass weder in Worten, Taten noch Haltung ein nationales Hassgefühl oder patriotischer Chauvinismus sich geltend machen kann. Dabei wurde stets hervorgehoben, dass das erste Ziel war, im Sinne Gottes stets für den Frieden zu handeln. Konkret konnte dies durch Treffen von Menschen geschehen, indem Gespräche gepflegt wurden. Die Mitglieder halfen 1933 armen Familien in Deutschland und Frankreich durch finanzielle Unterstützung. Darüber hinaus fanden Tagungen und Vorträge statt, die die Kooperation Frankreichs und Deutschlands betonten.
1939 veränderte sich die Situation der Bewegung. Durch den Nationalsozialismus und daraus entstehende Konflikte innerhalb der Bewegung wurde sie im selben Jahre beendet. Nur Gertrud Kurz und die Schweizer Kreuzritter führten ihre Tätigkeit fort, allerdings mit einer Neuausrichtung, die sich auf die Flüchtlingshilfe fokussierte. Die Herausgabe des Bulletins wurde in der Schweiz fortgeführt, bis 1946 wurden noch weitere 19 Hefte veröffentlicht. Ca. 1947 wurde aus den Kreuzrittern der Christliche Friedensdienst (CFD).

### Theologisches Hauptwerk: La tragédie de la paix
Im Jahr 1942 veröffentlichte Bach sein theologische Hauptwerk unter dem Titel La tragédie de la paix. Analyse et conclusions d’un chrétien (dt.: Die Tragödie des Friedens. Analyse und Schlussfolgerungen eines Christen). Dieses gründete auf seiner 1941 vor der Theologischen Fakultät von Montpellier präsentierten Abschlussarbeit. Bach präsentiert darin ein biblisch fundiertes Friedensideal und anschließend Mittel und Methoden zur Realisierung dieses Friedens auf der Ebene der Erziehung sowie auf nationaler und internationaler Ebene. Dazu entwickelt er die Haltung des „Christlichen Patriotismus“, die er zum Pazifismus sowie zum Nationalismus hin abgrenzt. Neben der Rolle des einzelnen Christen geht er vor allem auf die Rolle der Kirche ein, von der er eine entschiedenere Positionierung fordert. Seine Ausführungen gipfeln schließlich in einer Friedensvision, in der die Bildung eines „Religiösen Universellen Rats“ sowie die Neudefinition der Ökumene unter Einschluss aller Weltreligionen zur Realisierung eines weltweiten Friedens führen. In dem Bewusstsein, dass ausschließlich im messianischen Reich endgültiger Friede realisiert werden kann, fordert Bach Christen im Besonderen heraus, sich bereits jetzt aktiv und in konkreter Form für den Frieden einzusetzen. Als Grundvoraussetzung für einen tiefgründigen Frieden stellt Bach das Erlösungswerk Christi sowie dessen Verkündigung in der Bergpredigt in den Mittelpunkt.

### Bachs Einsatz in der Résistance
Während der Résistancebewegung im Zweiten Weltkrieg beteiligte sich auch Familie Bach am Widerstand: Seine Frau half Juden aus Frankreich in die Schweiz zu fliehen.

### Die Jahre nach 1945
1947 legte Bach das Amt des Präsidenten des Kreuzritter-Ordens nieder, da er sich mit der neuen, einseitigen Ausrichtung auf die Flüchtlingshilfe nicht identifizieren konnte. Nach dem Tod seiner zweiten Frau im Jahr 1949 heiratete er im darauffolgenden Jahr die Elsässerin Eugénie Rasser. Bach engagierte sich neben seiner Tätigkeit als Pfarrer weiterhin für die deutsch-französische Versöhnungsarbeit und rief 1964 eine Partnerschaft von Gray mit der evangelischen Kirchengemeinde von Frommern bei Balingen ins Leben.

## Etienne-Bach-Preis
Die Evangelische Kirchengemeinde Datteln verleiht seit 2017 den Etienne-Bach-Preis für Friedens- und Versöhnungsarbeit.

## Schriften (Auswahl)
- Wie ich als Franzose mit Deutschen zusammenarbeiten möchte. Vortrag gehalten in Köln, Münster, 1931.
- Les devoirs des Eglises en matière de paix: conférence. 1929.
- La tragédie de la paix. Analyse et conclusions d’un chrétien. (Collection du réveil social 8) / Jacques Courvoisier (Vorw.). Genf 1942.